# Askerî
Askerî (osmanisch عسكری, von arabisch al-ʿaskar, Soldat) bezeichnete in der mittelalterlichen Ständeordnung des Osmanischen Reiches den steuerbefreiten Adelsstand. Zu Askerî zählten alle Personengruppen, die dem Staat direkt dienten, insbesondere Mitglieder der Armee (seyfiye), Hofbeamte (mülkiye), Steuereintreiber (kalemiye) und Geistliche.
Die Zugehörigkeit zum Stand der Askerî war vom Religionsbekenntnis unabhängig. So bestand beispielsweise im 15. Jahrhundert die Hälfte der Osmanischen Armee in Rumelien aus christlichen Kavalleristen. In manchen Fällen konnten die Askerî ihren privilegierten Status an ihre Nachkommen vererben. Die Privilegien der Askerî waren in Erlässen des Sultans verbrieft, die Rechtsprechung über sie oblag dem Kazasker. Unterhalb der Askerî befand sich der steuerpflichtige Stand der Reâyâ.
Ein Wechsel des Standes war anfangs selten. Vom 16. bis zum 18. Jahrhundert wurde die Trennung zwischen Askerî und Reâyâ immer unschärfer, und Askerî bäuerlicher Abstammung, die erbliches Vermögen besaßen, waren keine Seltenheit. Im 18. Jahrhundert umfasste die Standesbezeichnung auch Kaufleute und Handwerker.